# Circunscripción electoral de Gran Malvina

Isla Gran Malvina (West Falkland) fue una circunscripción electoral del Consejo Legislativo de las Islas Malvinas que existió desde las primeras elecciones en las Malvinas en 1949 hasta las elecciones de 1985, cuando la Constitución de las Islas Malvinas entró en vigor, aboliendo la circunscripción. La circunscripción de la isla Gran Malvina eligió a un miembro del Consejo Legislativo y abarcó dicha isla y algunas islas vecinas. Ahora es parte de la circunscripción electoral de Camp.
Los principales asentamientos son Puerto Mitre, Bahía Fox, Cerro Cove, Puerto Santa Eufemia, Chartres, Director Dunnose, Puerto Esteban y Ensenada Roy.

## Miembros
| Elección                | Miembro                      |
| ----------------------- | ---------------------------- |
| 1949                    | Keith William Luxton         |
| 1952                    | Keith William Luxton         |
| 1956                    | Sydney Miller                |
| 1960                    | Lewis Arnold Charles Bedford |
| 1964                    | Sydney Miller                |
| 1968                    | Sydney Miller                |
| 1971                    | Lionel Geoffrey Blake        |
| 1976                    | Lionel Geoffrey Blake        |
| 1977                    | Derek Stanley Evans          |
| 1980 (elección parcial) | Lionel Geoffrey Blake        |
| 1981                    | Lionel Geoffrey Blake        |
| 1985                    | Circunscripción abolida.     |